# الرواجع (نجرة)

تعديل مصدري - تعديل

الرواجع هي إحدى قرى عزلة قدم بمديرية نجرة التابعة لمحافظة حجة، بلغ تعداد سكانها 405 نسمة حسب تعداد اليمن لعام 2004.